# Svaveldirektivet
Svaveldirektivet (direktiv 1999/32/EG, senast ändrat genom direktiv 2012/33/EG) innehåller EU:s gemensamma regler om vilken svavelhalt vissa bränslen får innehålla.
Den senaste ändringen av direktivet innebar att EU genomförde de skärpningar av kraven på svavelhalten i marina bränslen som 2008 antogs av FN:s sjöfartsorgan IMO (International Maritime Organisation) genom en ändring av bilaga VI i MARPOL-konventionen. Konventionen och direktivet innehåller preciserade begränsningar för högsta tillåtna svavelinnehåll i fartygsbränsle, vilket från 2012 skall vara 3,5 procent och gälla globalt. Då konventionen är gällande internationell rätt som är bindande för IMO:s medlemsländer var införandet i EU-rätten i praktiken endast ett beslut om att de två regelverkan ska stämma överens. 
Från 2020 får svavelhalten i marina bränslen endast vara 0,5 procent. Dessutom skall strängare regler gälla för Östersjön, Nordsjön och Engelska Kanalen som är av IMO beslutade svavelkontrollområden (SECA). SECA finns även längs Nordamerikas och Puerto Ricos kuster. Där får det endast användas bränslen med en svavelhalt om högst 0,10 procent från och med 2015. Efter att EU:s ministerråd antagit en gemensam position om direktivet i juni 2012 röstades direktivet igenom i EU-parlamentet 11 september 2012, med röstsiffrorna 606 för och 55 emot. Ett av huvudargumenten för de skärpta svavelkraven är att utsläppen från fartyg, enligt en dansk studie, orsakar bortåt 50000 förtida dödsfall i Europa.
Halten av svavel i bränslet påverkar utsläppen på flera olika sätt. Förutom att den är avgörande för hur mycket svaveldioxid som släpps ut påverkar svavelhalten även utsläppen av partiklar och kväveoxider. Skärpningen av kraven på svavelhalten är därför en åtgärd som minskar påverkan på människors hälsa och skador på miljön i form av försurning och övergödning. 
För sjöfarten betyder beslutet att fartygen måste ersätta dagens högsvavliga bunkerbränslen med destillatbränslen som är väsentligt dyrare. Som alternativ till renare bränsle kan redarna välja att använda utrustning som i motsvarande grad avlägsnar svaveldioxid ur fartygens rökgaser, t.ex. så kallade scrubbers. Scrubbers sänker även utsläppen av kväveoxider och partiklar.

## Debatt
Kritik mot direktivet har kommit från delar av näringslivet, inte minst rederierna och basindustrin. Nordiska kritiker har bland annat fokuserat på svårigheten att minska utsläppen så snabbt, att mer transporter kommer att gå på land istället för till havs, och att sjötransporterna kan komma att gå andra vägar än genom Östersjön. En stor del av kritiken handlar också om att Östersjöländerna, på grund av de hårdare reglerna där, kommer att missgynnas och att det kommer att slå mot dessa länders ekonomi. Exempelvis menar Christofer Fjellner, Moderaterna, att svensk export av träprodukter, järnmalm och stål kommer att drabbas hårt, att tusentals svenska industrijobb hotas och att direktivet kostar Sverige mellan 12 och 28 miljarder. Förespråkarna, bland annat Naturskyddsföreningen, menar å sin sida att det är bra om Östersjöländerna går före, att sjöfartsindustrin borde påbörjat processen för länge sedan och att teknik inte saknas. Exempelvis framhålls möjligheterna med alternativa bränslen, som LNG (naturgas), solkraft och vind. 